# La mujer del Doctor
La mujer del Doctor (The Doctor's Wife) es el cuarto episodio de la sexta temporada de la serie británica de ciencia ficción Doctor Who, emitido originalmente el 14 de mayo de 2011. Ganó el premio Hugo 2012 a la mejor presentación dramática en forma corta.

## Argumento
Mientras están en el espacio profundo, el Undécimo Doctor (Matt Smith) y sus acompañantes Amy Pond (Karen Gillian) y Rory Williams (Arthur Darvill) reciben un cubo comunicador que contiene una llamada de socorro de un Señor del Tiempo. Siguiendo la fuente de la llamada, llegan hasta una falla que conduce hasta fuera del universo, y el Doctor borra partes de la TARDIS para generar la energía suficiente para atravesarla. Tras aterrizar en un vertedero en un asteroide solitario, la TARDIS se apaga y su matriz desaparece. Los tres viajeros exploran el asteroide, y conocen a sus extraños habitantes: Tío (Adrian Schiller), Tía (Elizabeth Berrington), un Ood de ojos verdes llamado Sobrino (Paul Kasey), y una emocionada mujer joven llamada Idris (Suranne Jones), que revolotea alrededor de ellos y después muerde al Doctor. Mientras Sobrino encierra a Idris, Amy y Rory regresan a la TARDIS. El Doctor sigue la fuente de la llamada y encuentra un armario con un gran número de cubos mensajeros. Tras examinar a Tío y Tía, el Doctor se da cuenta de que están hechos de fragmentos de cuerpos de otras criaturas, incluidos Señores del Tiempo. Están controlados por el asteroide, llamado Casa (voz de Michael Sheen), que tiene inteligencia y puede poseer otra tecnología a su alrededor. Casa atrajo al Doctor allí y sacó la matriz de la TARDIS, inicialmente planeando consumir su energía Artron. Al saber que el Doctor es el último Señor del Tiempo y que ya no llegará ninguna TARDIS más, Casa se transfiere a la TARDIS para escapar por la falla. Amy y Rory están atrapados dentro cuando la TARDIS poseída por Casa se desmaterializa.
El Doctor descubre que Idris contiene la personalidad de la matriz de la TARDIS. Idris, como la TARDIS, y el Doctor aprenden que ambos se eligieron el uno al otro cuando el Doctor huyó de Gallifrey. Cuando el Doctor le echó en cara a Idris/TARDIS que no siempre era fiable porque no siempre le llevaba donde quería ir, ella le contestó que siempre le llevó donde necesitaba ir. Sin el poder de Casa, Tío y Tía mueren, y el cuerpo de Idris solo tiene unos minutos antes de que falle. Idris revela que Casa se ha hecho con muchas TARDIS antes, y que ese universo está a unas horas del colapso. El Doctor e Idris trabajan juntos para construir una TARDIS a mano a partir de restos de otras TARDIS, y después persiguen a Casa.
A bordo de la TARDIS, Casa amenaza con matar a Amy y Rory. Se dedica a jugar con sus sentidos mientras intentan huir a través de los pasillos, y después envía a Sobrino a por ellos. Idris logra hacer una conexión telepática con Rory para darle el camino hacia una sala de consola secundaria (la antigua sala de consola que usaron el Noveno y el Décimo Doctor, que aún se conservaba allí en reserva). Allí, Amy y Rory podrán bajar los escudos de la TARDIS sin la interferencia de Casa, lo que permite al Doctor aterrizar su TARDIS autofabricada en la sala secundaria, atomizando a Sobrino. Casa borra la sala secundaria para pasar a través de la falla, algo que el Doctor había anticipado, ya que los protocolos de seguridad de la TARDIS transfieren a cualquier criatura viva en una sala borrada a la sala de control central. Cuando llegan allí, la moribunda Idris libera la matriz de vuelta a la TARDIS, destruyendo a Casa. Un resto de la matriz, con la apariencia de Idris, dice tristemente que no podrá volver a hablar nunca más con el Doctor, pero que siempre estará ahí con él. El cuerpo de Idris se desvanece en cuanto la matriz de la TARDIS queda completamente restaurada.
Más tarde, el Doctor instala un firewall alrededor de la matriz para evitar que puedan volver a ponerla en peligro. Rory le habla al Doctor acerca de las últimas palabras de Idris: "el único agua en el bosque es el río", pero el Doctor no lo entiende. Después de que Amy y Rory vayan a buscar un nuevo dormitorio (el original lo borró Casa), el Doctor habla con la TARDIS, y en respuesta, una palanca se mueve sola, para viajar a su siguiente destino.

### Continuidad
El Doctor menciona alterar la apariencia de la sala de consola como cambiar el tema de escritorio, igual que hizo el Quinto Doctor en Choque temporal. Como el Tercer Doctor en Inferno, el Doctor e Idris operan una consola de la TARDIS sin el escudo externo de la misma. El Doctor también borra habitaciones de la TARDIS para crear energía, como había hecho anteriormente en Castrovalva. El Doctor admite que mató a todos los Señores del Tiempo, aludiendo a los eventos de la Guerra del Tiempo. En The War Games, el Segundo Doctor contactó por primera vez con los Señores del Tiempo usando un cubo similar a los de este episodio. El Doctor menciona a Sobrino como "otro Ood que no puedo salvar"; en El foso de Satán, el Doctor comentó que no tuvo tiempo de salvar a los Oods. El mensaje críptico de Idris, "el único agua en el bosque es el río", se explica en el final de la primera parte de la temporada, Un hombre bueno va a la guerra.

## Producción

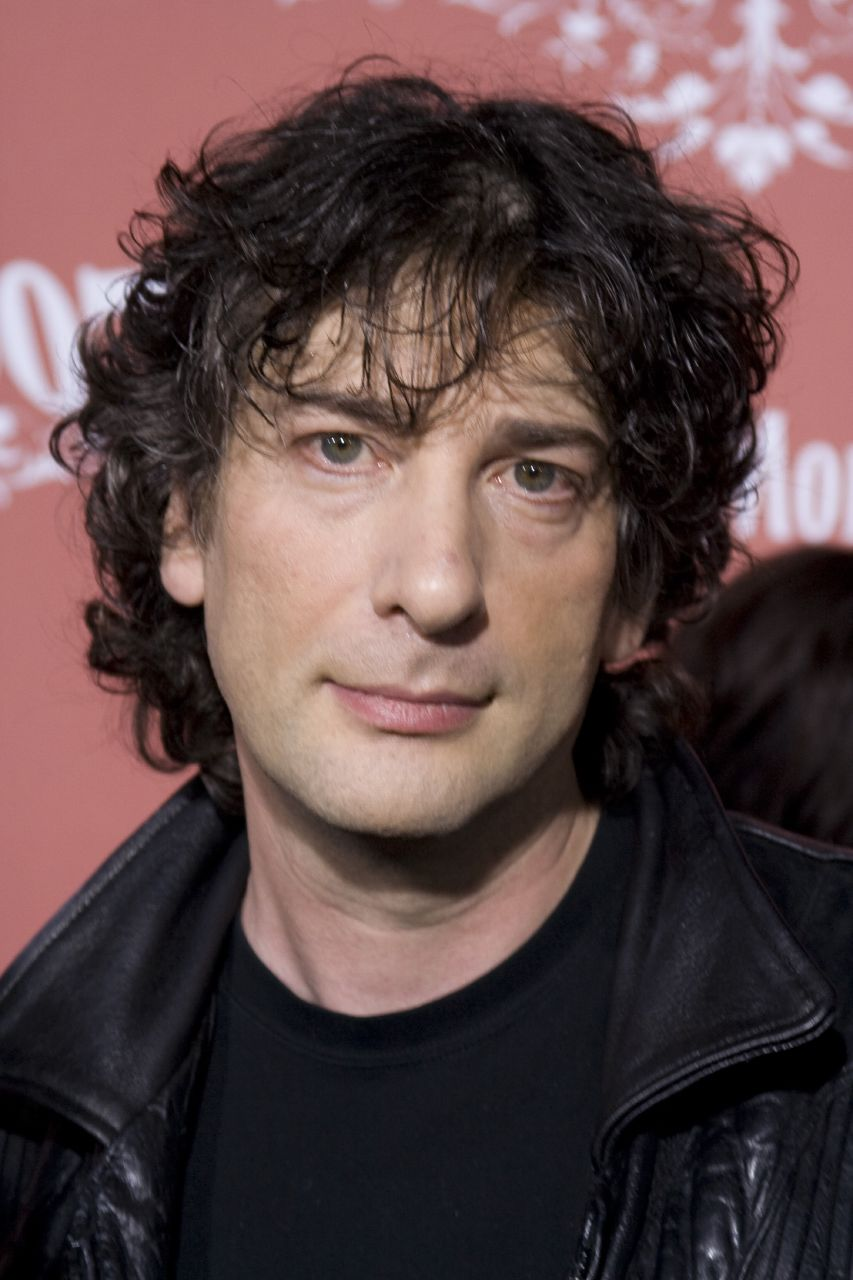
La mujer del Doctor es el primer trabajo de Neil Gaiman para Doctor Who.

El autor del episodio es Neil Gaiman. Después de que Steven Moffat reemplazó a Russell T Davies como show runner de la serie, siendo un fan del blog de Gaiman, se encontró con él y Gaiman le pidió escribir un episodio. En una entrevista, Gaiman dijo "Llegué con algo que era una de esas cosas que tú piensas que nadie había hecho antes". El episodio se titulaba originalmente The House of Nothing (La casa de Nada) antes de que Gaiman se sentara a escribirlo, pero entonces lo cambió a Bigger on the Inside (Más grande por dentro). Este fue el título hasta seis semanas antes de la emisión, cuando el equipo se preocupó de que el título original desvelara antes de tiempo la sorpresa de que Idris era la TARDIS.
Gaiman sugirió hacer un episodio que se centrara en la misma TARDIS, algo que no se había hecho nunca desde el estreno de la serie en 1963. El plan original se enfocaba en la idea de que al Doctor le persiguiera un enemigo dentro de la TARDIS, pero sufrió varios cambios continuos. Gaiman decidió enfocarse en los acompañantes, porque el conocimiento del Doctor de su nave se lo pondría demasiado fácil para escapar de su enemigo. Después hizo que la propia TARDIS fuera la amenaza en lugar de cualquier alienígena para evitar convertirle en un simple juego del gato y el ratón, y después incluyó la idea de Idris para explicar que pasó con la mente de la TARDIS durante este ataque. La idea central era un escenario "¿y si...?" para ver qué pasaría si el Doctor y la TARDIS pudieran hablar el uno con el otro. A Steven Moffat le gustó la idea de que la TARDIS tuviera apariencia de mujer, pensando que esa sería la "historia de amor definitiva" para el Doctor.
Gaiman comenzó a escribir el episodio antes incluso de que Matt Smith hubiera sido elegido como el Undécimo Doctor. Gaiman había visionado la interpretación de David Tennant en el primer borrador, sabiendo que el siguiente Doctor sería diferente. A pesar de esto, no tuvo problemas para escribir los diálogos. El episodio iba a ser originalmente el undécimo de la quinta temporada moderna. Sin embargo, se retrasó a la sexta por problemas de presupuesto, y el undécimo episodio se reemplazaría por El inquilino. A pesar de eso, Gaiman se vio obligado a trabajar con menos dinero del que le hubiera gustado; por ejemplo, tuvo que quitar una escena en la piscina de la TARDIS, y en lugar de utilizar un monstruo diseñado por él, se tuvo que contentar con reutilizar un Ood.
La mudanza a la sexta temporada también significaba incluir a Rory, que había desaparecido en la posición original de la quinta temporada. Con Rory, tuvo que "reformar" gran parte de la segunda mitad del episodio, en la que antes Amy estaba sola dentro de la TARDIS. En el borrador original en que Amy era la única acompañante, Gaiman había añadido un "monólogo de partir el corazón", que describió diciendo "se podía ver lo que es ser el acompañante desde el punto de vida del acompañante, y ella hablaba de esencialmente lo triste que es en esa versión, en cierto modo. Algún día algo le ocurriría a ella, se casaría, la devorarían unos monstruos, moriría, se hartaría de ello, pero él seguiría para siempre". En cierto punto, Gaiman estaba agotado de reescribir borradores, y le pidió ayuda a Steven Moffat. Él escribió lo que Gaiman llamó "algunas de las mejores frases del episodio", y rápidamente reescribió varias escenas cuando el presupuesto amenazó el rodaje de localizaciones".
La TARDIS que el Doctor e Idris se hacen y pilotan está diseñada por Susannah Leah, una niña de un colegio de Todmorden que ganó un concurso del programa infantil Blue Peter que pedía a sus participantes imaginar una consola de TARDIS basada en objetos domésticos cotidianos. Seleccionaron el diseño Moffat, Edward Thomas (diseñador de producción de la anterior temporada) y Tim Levell, un editor de Blue Peter, junto con la opinión de Matt Smith acerca de los tres ganadores por edades. Michael Pickward, diseñador de producción de la sexta temporada, comentó que el diseño de Leah capturaba la naturaleza de "trozos y piezas" de lo que las consolas de la TARDIS han sido en el pasado, así como la naturaleza de la consola hecha a mano que se necesitaba para este episodio.

## Emisión y recepción
Las mediciones nocturnas de audiencia fueron de 6,09 millones de espectadores, con un 29,5% de porcentaje de audiencia. Fue el tercer programa más visto de la noche, superado por Britain's Got Talent y el Festival de Eurovisión 2011 que se emitió más tarde en BBC One. La medición definitiva fue de 7,97 millones de espectadores y un porcentaje de audiencia de 34,7%. Su puntuación de apreciación fue de 87, considerado "excelente".
El episodio tuvo una respuesta positiva de la crítica. Dan Martin de The Guardian dijo "Con tantas ideas salvajes en juego, habría sido tan fácil equivocarse con esta... y aun así en todos los sentidos se hizo a la perfección". Alabó a Suranne Jones en particular, diciendo que fue "eléctrica todo el tiempo". Más tarde, Martin lo clasificó como el tercer mejor episodio de la temporada, sin contar La boda de River Song en la lista. The A.V. Club le dieron una nota de sobresaliente, diciendo que fue "un episodio tremendo... una aventura inventiva, aterradora y enérgica llena de ideas inteligentes y diálogos ocurrentes. Y llena de corazón en la forma que trata con una importante relación a la que raramente se hizo mención en la serie". Admitieron la inteligencia de la caracterización de "Idris/TARDIS" y encontraron la relación "bastante emotiva". Gavin Fuller del Daily Telegraph alabó la interpretación de Smith, Jones y Sheen y dijo que el episodio era "ampliamente disfrutable". Neela Debnath de The Independent alabó a Gaiman por mezclar "romance, tragedia y terror, logrando alcanzar el balance mientras contaba una historia sencilla", aunque criticó las frecuentes muertes de Rory.
Russell Lewin de SFX le dio al episodio 4,5 estrellas sobre 5, calificándolo como "intriga sin fin y suspense cuidadosamente controlado todo el tiempo". Alabó particularmente la energética interpretación de Smith, diciendo que "salta y revolotea por la pantalla como un fuego artificial en Technicolor, iluminando cada escena que adorna". Matt Risley de IGN le dio al episodio un 9 sobre 10, diciendo: "Dulce, emotivo, inteligente, diferente, absolutamente imaginativo y accesible tanto para los fanes antiguos como para los recién llegados por igual - esto no es sólo Doctor Who, sino tele de ciencia ficción de lo mejor". También alabó el guion de Gaiman por ser "una idea sencilla ejecutada brillantemente". Patrick Mulkern de Radio Times admitió no estar seguro de si le iba a gustar con el "escenario sucio, los personajes estrafalarios y los diálogos peculiares", pero acabó "cautivado". Particularmente le gustó ver más del interior de la TARDIS y lo llamó "clásico raro instantáneo".
Morgan Jeffery de Digital Spy le dio 4 estrellas sobre 5, diciendo que "no es perfecto, pero estarías en un apuro para sacarle fallos a su ambición". Criticó la interpretación de Jones como Idris, ya que "su comportamiento inicial excéntrico tiende a rechinar más que a impresionar" aunque su interpretación se calmó más tarde. Su otra "ligera crítica" era Gillan y Darvill estaban "marginados", pero alabó sus interpretaciones. Jeffery pensó que la fuerza del episodio estaba en los personajes más que en la trama, y citó la derrota de Casa como un deus ex machina "ligeramente decepcionante".
El episodio ganó en 2011 el Ray Bradbury Award a la mejor presentación dramática. También ganó el premio Hugo 2012 a la mejor presentación dramática en forma corta.